# 守规
守规（Regulatory compliance； 法遵；合規），指公司或机构需采取措施确保其行为（包括员工的行为）遵守相关的法律、法规。

## 中國金融業
在中國金融業，Compliance一般譯作“合規”。中國銀行業監督管理委員會於2006年10月25日發佈了《商業銀行合規風險管理指引》。該《指引》將合規定義為“使商業銀行的經營活動與法律、規則和準則相一致”，其中“法律、規則和準則”是指“適用於銀行業經營活動的法律、行政法規、部門規章及其他規範性檔、經營規則、自律性組織的行業準則、行為守則和職業操守”。由於銀行、證券公司及保險公司等金融機構要面對日益嚴謹及技術性的特殊監管規定，故一般會聘請合規主任(Compliance Officer)專職有關工作。除於金融機構中工作的合規人員外，亦會有獨立的合規顧問公司，為不同的金融機構提供合規顧問服務。

## 台灣金融業
在台灣的金融業，Compliance一詞被翻譯為「法令遵循」，以致於經常與另一個與「法」相關的部門混淆：法律事務（Legal Affairs）。法令遵循（合規）一般指金融業在日常營運中，評估或檢查是否有符合相關內外規範的功能性角色，屬於內稽內控架構中的「第二道防線」位置。一般而言，金融業不一定需要常設法務部門；但一定都會有專責的法令遵循（合規）功能。